# Преображенский Вал
Преображе́нский Вал — улица в районе Преображенское Восточного административного округа города Москвы, часть бывшего Камер-Коллежского вала. Проходит от Преображенской площади до Измайловского Вала, который является её продолжением. Нумерация домов от Преображенской площади. Улицу пересекает Ковылинский переулок, с чётной стороны примыкает Новый проезд, с нечётной — Заваруевский переулок (название перенесено) и 3-я Черкизовская улица.

## История
Улица получила название по Камер-Коллежскому валу, частью которого являлась, и по селу Преображенское. До 1922 года носила название Преображенский Камер-Коллежский Вал. Первоначально улица заканчивалась у Преображенского кладбища. В 1928 году через реку Хапиловку был построен мост, до которого Преображенский Вал был продлён. После моста улица переходила в Измайловский Вал. Позднее река Хапиловка была убрана в коллектор, и мост разобрали. Ныне по долине реки проложена Электрозаводская железнодорожная ветка.

## Примечательные здания и сооружения

### По нечётной стороне
- № 17 — Преображенский рынок
- № 17, корпуса 1—6 — здания на территории Преображенской старообрядческой общины
- № 17а — Преображенское кладбище
- № 17, корпус 15,  памятник архитектуры — Церковь Воздвижения Креста Господня на Преображенском кладбище (старообрядческая)
- № 19,  памятник архитектуры (вновь выявленный объект)[4] — ансамбль памятников Преображенской старообрядческой общины (XIX — начало XX века):
  - стр. 2 — больница при Преображенской старообрядческой общине Архивная копия от 9 апреля 2017 на Wayback Machine федосеевцев Поморского согласия (1912—1914, архитектор Л. Н. Кекушев, при активном участии подрядчика М. М. Малышева, состоявшего в общине). Один из последних реализованных проектов Кекушева в Москве. Здание в стиле модерн со сложным силуэтом, богатой пластикой фасадов, разнообразными коваными элементами ограждения междуэтажной лестницы, металлическими кронштейнами зонтиков над входами[5]. Сохранение первоначальной функции здания в советское время позволило сохраниться и большей части интерьеров[6]. До недавнего времени в памятнике располагался Городской клинико-диагностический центр, но с сентября 2014 года он переехал, здание опустело. Появились трещины на стенах под карнизом, выбиты несколько окон, памятник требует реставрации. Есть заявка Русской православной старообрядческой церкви о предоставлении памятника под нужды религиозной организации. Однако правообладатель до сих пор не определён[7].
  - стр. 3 — складской корпус. Построен в начале XIX века вдоль линии Камер-Коллежского вала. Отражает период размаха в строительстве Преображенской общины после манифеста 15 октября 1801 года, давшего некоторые свободы различным вероисповеданиям. Использовался для хранения еды и дров, для других хозяйственных нужд. Представляет собой удлиненную в плане одноэтажную кирпичную постройку с двускатной крышей[8]. До недавнего времени памятник пребывал в удовлетворительном состоянии, но в конце 2014 года произошел пожар, в результате которого над большей частью корпуса обрушилась кровля, началось разрушение. Правообладатель объекта не определён, хотя этот вопрос выносился на рассмотрение Штаба по вовлечению имущества Москвы в хозяйственный оборот. Есть заявка Русской православной старообрядческой церкви о предоставлении памятника ей. Здание начала XIX века, пережившее пожар; находится в заброшенном состоянии[8].
- № 25,  памятник архитектуры — Храм святителя Николая на Преображенском кладбище
- № 25, корпуса 1—4 — здания на территории бывшего Московского Никольского единоверческого монастыря

### По чётной стороне
- № 24, корпуса 1—6,  памятник архитектуры — жилой посёлок «Преображенский» (1927—1929, архитекторы И. С. Николаев, Г. М. Мапу, М. М. Русанова)[9], квартал в стиле конструктивизма[10], одни из первых послереволюционных гражданских построек. В середине 2000-х годов были намечены под снос мэром Юрием Лужковым[11]. Однако в 2017 г. оставшиеся заселенными корпуса квартала вошли в программу реновации Москвы и вместо сноса будут реконструированы как представляющие историческую ценность[12].

## Транспорт
- В начале улицы — станция метро «Преображенская площадь». Ближе к концу улицы располагается станция метро «Семёновская».
- В 1932 году по улице проложена трамвайная линия.[13] В настоящее время линия используется маршрутами 11, 36, 46.